# Bordighera
Bordighera (en lígur, Burdighéa) és un municipi de la Riviera, a la regió italiana de la Ligúria, famós per la seva tradició turística.
Bordighera està integrada a la província d'Imperia i forma un continu urbanitzat amb la conurbació de Ventimiglia, molt a prop de la frontera amb el departament francès dels Alps Marítims. El 2008 tenia 10.700 habitants.

## Història
Fundada pels lígurs el segle v aC, els romans hi van fer passar la Via Júlia Augusta que unia Roma amb la Gàl·lia i que amb el temps s'ha convertit en la ruta europea E80.
La seva situació privilegiada tant pel que fa a les comunicacions com, sobretot, al paisatge i el clima la va convertir des del segle xix en destinació turística d'estiueig reconeguda arreu d'Europa.
El 12 de febrer de 1941, va ser l'escenari de la visita a l'exterior més llunyana que va fer el cap de l'Estat Espanyol d'aquella època, Francisco Franco, on es va entrevistar amb el seu homòleg italià Benito Mussolini per discutir sobre la possibilitat de l'entrada d'Espanya a la Segona Guerra Mundial al costat de les forces de l'Eix.

## Persones vinculades a Bordighera
- Benedetto Bresca, mariner italià recordat per la frase "Daghe l'aiga ae corde!" que salvà l'obelisc de la plaça Sant Pere de Roma
- Luigi Cadorna, militar italià de la Primera Guerra Mundial
- Margarida de Savoia-Gènova, reina consort d'Itàlia pel seu casament amb Humbert I d'Itàlia
- Claude Monet, pintor impressionista francès